# پک سی‌تی-۴ ای
پک سی‌تی-۴ ای (به انگلیسی: PAC_CT/4_Airtrainer) یک هواگرد ملخ‌پیشین تک‌موتوره از نوع هواگرد آموزشی ساخت شرکت Pacific Aerospace است. هواگرد پک سی‌تی-۴ ای نخستین پروازش را در ۲۳ فوریه ۱۹۷۲ میلادی انجام داد. در مجموع، تعداد ۱۵۵ فروند از این هواگرد ساخته شده‌است.

## نگارخانه

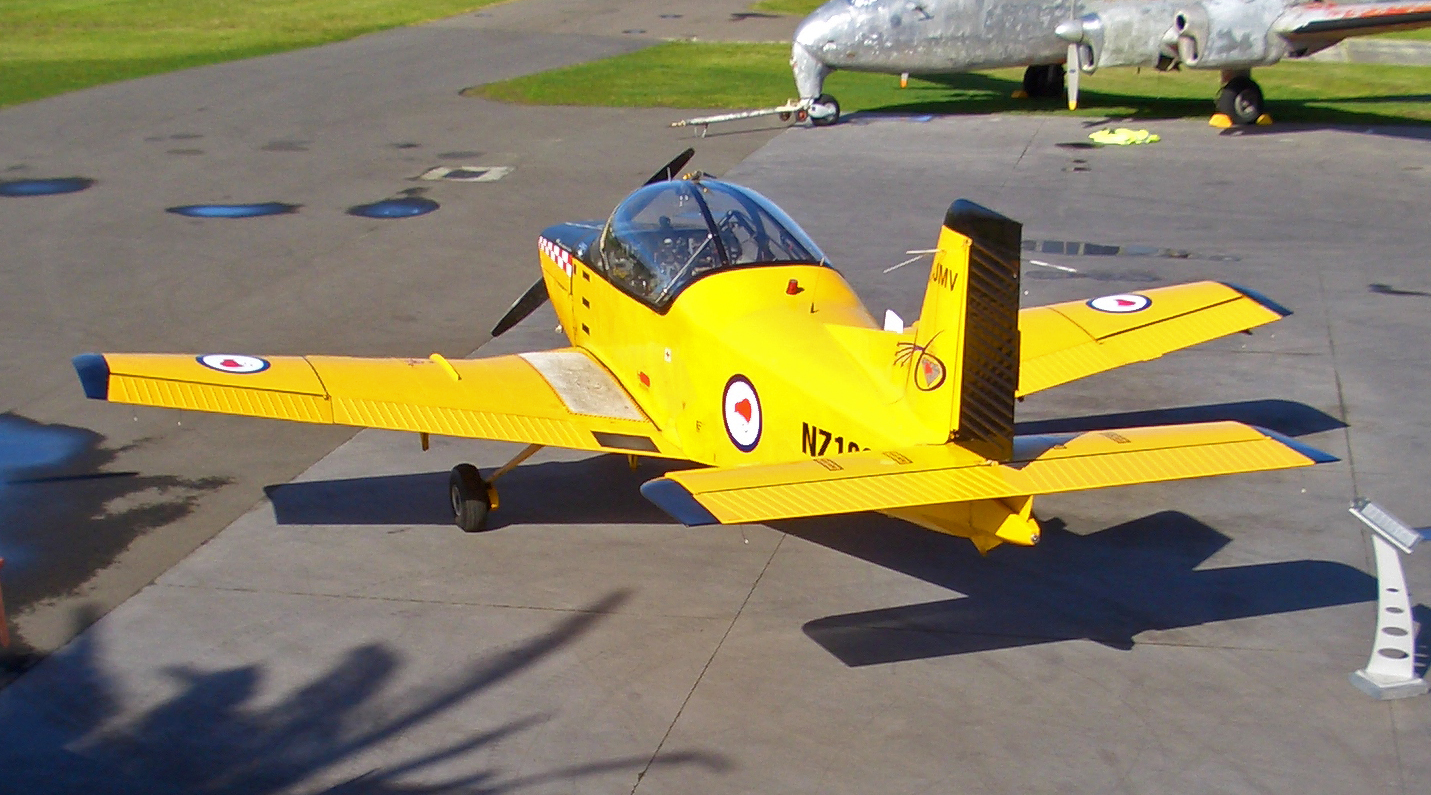